# Timandra obsoleta
Timandra obsoleta är en fjärilsart som beskrevs av W. Warren 1897. Timandra obsoleta ingår i släktet Timandra och familjen mätare. Inga underarter finns listade i Catalogue of Life.